# 尼古拉伯爾切斯庫鄉 (康斯坦察縣)

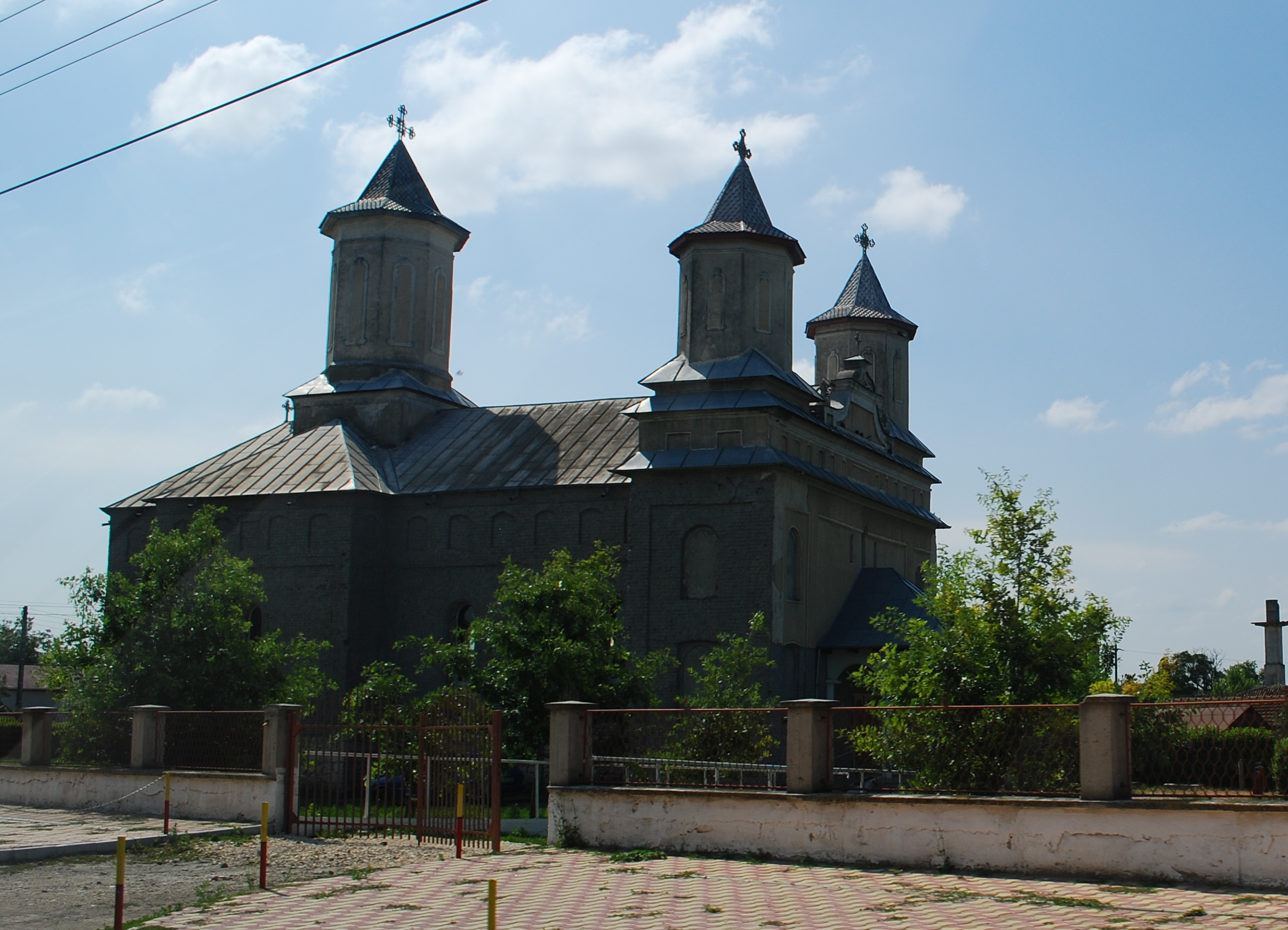
尼古拉伯爾切斯庫教堂

44°23′0″N 28°23′0″E / 44.38333°N 28.38333°E
尼古拉伯爾切斯庫鄉（羅馬尼亞語：Comuna Nicolae Bălcescu, Constanța），是羅馬尼亞的鄉份，位於該國西南部，由康斯坦察縣負責管轄，面積147平方公里，海拔高度106米，2007年人口5,046，人口密度每平方公里34人。